# نستور ماريو رابانيلي
نستور ماريو رابانيلي (23 أبريل 1929 - 23 فبراير 2021) اقتصادي ورجل أعمال أرجنتيني، وهو في الوقت ذاته سياسي. شغل منصب وزير الاقتصاد في عام 1989. ولد وتوفي في بوينس آيرس.